# Bette Midler
Bette Midler (Honolulu, 1945. december 1. –) többszörös Grammy-, Golden Globe-, és Emmy-díjas amerikai popénekes, filmszínész.

## Élete
Főiskolai tanulmányait a Hawaii Egyetemen végezte. 20 éves kora előtt Honoluluban volt gyári munkás. 1965-ben Los Angelesben lokáltáncos volt. 1966-ban egy New Jersey-i bárban go-go girl volt. 1967-ben off-Broadway musicalekben lépett fel. 1968–1971 között a Broadwayon, 1971-ben Barry Manilow zongorakísérővel egy homoszexuális klubban szerepelt. Ezután a Seattle-i Operában lépett fel. 1972-ben az Atlantic kiadóhoz szerződött.

## Magánélete
1984-ben házasodott össze Martin von Haselberggel, akitől 1986-ban egy leánya született, Sophie.

## Színházi szerepei
- 1968: Cejtel (Hegedűs a háztetőn)
- 1971: Mrs. Walker és Acid Queen (Tommy)

## Filmjei

### Filmzenék
- 1973: Sheila meghalt és New Yorkban él
- 1976: Bette Midler Show
- 1979: A rózsa (színész is)
- 1979: Fagyos téli napok
- 1982: Cinkelve/Balszerencsét (színész is)
- 1985: Hét perc a Mennyországban
- 1985: A bum-bum kölyök
- 1985: Olivér és társai (színész is)
- 1988: Barátnők (színész és producer is)
- 1990: Stella (színész is)
- 1991: Jelenetek egy áruházból (színész is)
- 1992: Kopaszoknak szeretettel (színész és producer is)
- 1993: A Simpson család
- 1993: Hókusz pókusz (színész is)
- 1993: Gypsy (színész is)
- 1996: Ruby Wax látogatóban
- 1996: A Notre Dame-i toronyőr
- 1996: Elvált nők klubja (színész is)
- 1996: Öri-hari (színész is)
- 1998: Életem értelme
- 2000: Hát nem édes? (színész is)
- 2000-2001: Bette (színész és producer is)
- 2004: Firka Villa
- 2007: A férfi fán terem
- 2008-2009: Táncolj, ha tudsz!

### Színészként
- 1965: Hawaii; névtelen járókelő
- 1968: A detektív (The Detective); névtelen lány
- 1979: A rózsa (The Rose); Rose
- 1982: Cinkelve (Jinxed!); Bonita Friml
- 1986: Koldusbottal Beverly Hills-ben (Down and Out in Beverly Hills); Barbara Whiteman
- 1986: Borzasztó emberek (Ruthless People); Barbara Stone
- 1987: Szemérmetlen szerencse (Outrageous Fortune); Sandy
- 1988: A nagy üzlet (Big Business); Sadie Shelton / Sadie Ratliff
- 1988: Olivér és társai (Oliver & Company), animációs film; Georgette hangja
- 1988: Barátnők (Beaches); CC Bloom
- 1991: Jelenetek egy áruházból (Scenes from a Mall); Deborah
- 1991: Kopaszoknak szeretettel (For the Boys); Dixie Leonard
- 1993: Hókusz pókusz (Hocus Pocus); Winifred
- 1995: Seinfeld, tévésorozat; önmaga
- 1995: Szóljatok a köpcösnek (Get Shorty); Doris Saphron
- 1996: Elvált nők klubja (The First Wives Club); Brenda Morelli Cushman
- 1997: Öri-hari (That Old Feeling); Lilly Leonard
- 1997: A dadus (The Nanny), tévésorozat; önmaga
- 2000: Dögölj meg, drága Mona! (Drowning Mona); Mona Dearly
- 2000: Hát nem édes? (Isn’t She Great); Jacqueline Susann
- 2000: Mi kell a nőnek? (What Women Want); Dr. Perkins
- 2004: A stepfordi feleségek (The Stepford Wives); Bobbie Markowitz
- 2007: Amikor minden változik (Then She Found Me); Bernice Graves
- 2008: Nők (The Women); Leah Miller
- 2010: Kutyák és macskák 2. – A rusnya macska bosszúja (Cats & Dogs: The Revenge of Kitty Galore), animációs film; Kitty Galore hangja
- 2012: Szülői felügyelet nélkül (Parental Guidance); Diane Decker
- 2019: Addams Family – A galád család (The Addams Family), animációs film; Nagymama hangja
- 2019–2020: A politikus (The Politician), tévésorozat; Hadassah Gold
- 2022: Hókusz pókusz 2. (Hocus Pocus 2); Winifred Sanderson

### Producerként
- 1988: Barátnők (Beaches); színészként is
- 1991: Kopaszoknak szeretettel (For the Boys); színészként is
- 2001: Lökött lakótársak (Some of My Best Friends)
- 2002: Vagány nők klubja (Divine Secrets of the Ya-Ya Sisterhood)

## Lemezei

### Kislemezek
- Wind beneath My Wings (1989)
- From a Distance (1990)
- I’m beautiful (1998)

### Nagylemezek
- The Divine Miss M (1972)
- Bette Midler (1973)
- Songs for the New Depression (1976)
- Broken Blossom (1977)
- Live at Last (1977)
- Thighs and Whispers (1979)
- The Rose (1979)
- Divine Madness (1980)
- No Frills (1983)
- Beaches (1989)
- Some People’s Lives (1990)
- Bette of Roses (1995)
- Bathhouse Betty (1998)
- Bette (2000)
- Sings the Rosemary Clooney Songbook (2003)
- Cool Yule (2006)

## Könyvei
- A View From A Broad (1980)
- The Saga of Baby Divine (1983)

## Díjai
- Grammy-díj (1973, 1980, 1989)
- Tony-díj (2017)
- az Év Asszonya Díj (1976)
- Emmy-díj (1978, 1992, 1997)
- Golden Globe-díj (1980, 1992, 1994)